# Pupa solidula
Pupa solidula is een slakkensoort uit de familie Acteonidae. De wetenschappelijke naam werd gepubliceerd in 1758 door Carl Linnaeus in de tiende editie van Systema naturae.